# Байда, Виктор Викторович
Виктор Викторович Байда (род. около 1980, Москва) — российский лингвист, специализирующийся в кельтских и германских языках. В настоящее время занимает должность специалиста по языковому планированию на полуострове Айверах в графстве Керри.

## Биография
Уроженец Москвы, Байда впервые заинтересовался языками в возрасте тринадцати лет. Он особенно интересовался кельтскими языками, и к тому времени, как поступил в университет, он немного выучил валлийский и шотландский гэльский>
В Московском государственном университете он изучал голландский и ирландский языки> Чтобы улучшить знание ирландского языка, он провёл один семестр в Тринити-колледже в Дублине. Позже он жил в ирландоязычных общинах Спидл и Карраро, а также посещал занятия в Академии университетского образования на ирландском языке (англ. Acadamh na hOllscolaíochta Gaeilge)).
Более пятнадцати лет преподавал ирландский язык в Московском государственном университете и получил там докторскую степень в 2009 году, защитив диссертацию «Эволюция перфектных конструкций в исландском и гойдельских языках» (англ. The Evolution of Perfect Constructions in Icelandic and Goidelic).
В 2019 году он был назначен специалистом по языковому планированию (или Oifigeach Pleanála Teanga) для ирландоязычного полуострова Айверах (или Gaeltacht Uíbh Ráthaigh) графства Керри, ответственным за разработку и реализацию плана по возрождению ирландского языка в этом районе. В этой должности он выступал за то, чтобы регионам Гэлтахт было предоставлено собственное высшее министерство в правительстве Ирландии.
Байда говорит на десяти языках: русском, ирландском, шотландском (гэльском), валлийском, исландском, шведском, английском, голландском, немецком и французском.